# Bes (Einheit)
Das Bes war eine altrömische Maßeinheit für die Masse (das Gewicht) und bedeutet zwei Drittel.
1 Bes = ⅔ As (Libra, römisches Pfund) = 218,3 g
Der Bes war auch eine (recht seltene) Münzeinheit im Wert
1 Bes = ⅔ As = 2 Trientes = 8 Unciae
Das Bes (Einheitenzeichen: b) war auch eine von Italien 1953 vorgeschlagene, international nicht akzeptierte Masseneinheit, um das Kilogramm aus dem MKSA-System zu eliminieren. 
1 Bes (b) = 1 Kilogramm (kg)